# Patrick Salcher
Patrick Salcher (* 7. Oktober 1991) ist ein ehemaliger österreichischer Naturbahnrodler. Er fuhr im Einsitzer und startete ab 2012 im Weltcup.

## Karriere
Salcher nahm ab der Saison 2006/2007 an Interkontinentalcup-Rennen teil. Nach zahlreichen Top-10-Ergebnissen feierte er im zweiten Rennen der Saison 2010/2011 in St. Sebastian den ersten Sieg. 2008 wurde Salcher Österreichischer Juniorenmeister im Einsitzer. Im selben Winter nahm er an der Juniorenweltmeisterschaft in Latsch teil, bei der er Achter wurde. Danach fuhr er sowohl bei der Juniorenweltmeisterschaft 2010 in Deutschnofen als auch bei der Junioreneuropameisterschaft 2011 in Laas auf den sechsten Platz.
In der Saison 2011/2012 startete Salcher erstmals im Weltcup. Er fuhr beim Saisonauftakt in Latzfons auf Platz 14, kam eine Woche später in Olang erstmals in die Top 10 und erzielte weitere zwei Wochen später mit dem fünften Platz in Deutschnofen sein bestes Saisonergebnis. Im Gesamtweltcup belegte er Rang 15.
Im Sommer nahm Salcher auch an Wettbewerben im Rollenrodeln teil, sowohl im Einsitzer als auch im Doppelsitzer. Im Rollenrodelcup erreichte er im Einsitzer 2009 den zweiten Gesamtrang in der Juniorenklasse. In der Herrenklasse wurde er 2011 Gesamt-Zweiter und 2012 Gesamt-Dritter. Bei den Österreichischen Meisterschaften im Rollenrodeln erzielte Salcher 2011 den zweiten Platz im Einsitzer, ehe er 2012 erstmals Österreichischer Meister im Einsitzer wurde und zusammen mit Lea Geiger den zweiten Rang im Doppelsitzer belegte.

## Erfolge

### Juniorenweltmeisterschaften
- Latsch 2008: 8. Einsitzer
- Deutschnofen 2010: 6. Einsitzer

### Junioreneuropameisterschaften
- Laas 2011: 6. Einsitzer

### Weltcup
- 2 Platzierungen unter den besten zehn